# ブルーノのしあわせガイド
『ブルーノのしあわせガイド』（Scialla! (Stai sereno)）は2011年のイタリアのコメディ映画。
脚本家として知られるフランチェスコ・ブルーニの監督初作品で、出演はファブリッツィオ・ベンティヴォリオとフィリッポ・シッキターノなど。
気ままな独身生活を謳歌していた中年男が、その存在を初めて知った自分の息子と共同生活を送る姿を描いている。
2011年の第68回ヴェネツィア国際映画祭でコントロカンポ・イタリアーノ賞など計3部門を受賞した他、2012年の第57回ダヴィッド・ディ・ドナテッロ賞の新人監督賞などを受賞している。
日本では2012年4月から5月にかけて東京と大阪で開催された「イタリア映画祭2012」において『シャッラ/いいから!』のタイトルで上映された後、2013年4月13日に一般公開された。
原題の「Scialla（シャッラ）」はイタリアのローマで流行した若者言葉。「Stai Sereno（スタイ・セレーノ）＝まぁいいから、落ち着いて」の略で、英語の「Take it easy」に相当する。

## ストーリー
気ままな独身生活を送っていた中年男ブルーノが、かつて一夜をともにした女性マリーナから、存在すら知らなかった15歳になった息子で問題児のルカを預けられて同居することになり、戸惑いながらも息子との絆を深めて行き、2人が名実ともに父子になって行く姿をユーモラスに描く。

## キャスト
- ブルーノ: ファブリッツィオ・ベンティヴォリオ（イタリア語版） - 元教師の独身中年男。
- ルカ: フィリッポ・シッキターノ - 不良高校生。もうじき16歳。
- ティナ: バルボラ・ボブローヴァ - ポルノ女優。ブルーノが自伝を代筆中。
- 詩人: ヴィニーチョ・マルキオーニ - 裏社会のボス。
- マリーナ: アリアンナ・スコンメニャ - ルカの母親。仕事で海外に赴任することに。

## 作品の評価

### 受賞歴
| 賞                             | 部門                               | 対象                                                     | 結果       |
| ------------------------------ | ---------------------------------- | -------------------------------------------------------- | ---------- |
| ヴェネツィア国際映画祭         | コントロカンポ・イタリアーノ賞     |                                                          | 受賞       |
| ヴェネツィア国際映画祭         | AIF賞                              |                                                          | 受賞       |
| ヴェネツィア国際映画祭         | ヴィットリオ・ヴェネート映画祭賞   |                                                          | 受賞       |
| カプリ・ハリウッド映画祭       | カプリ・ブレイクアウト・アクター賞 | フィリッポ・シッキターノ                                 | 受賞       |
| ダヴィッド・ディ・ドナテッロ賞 | 新人監督賞                         | フランチェスコ・ブルーニ                                 | 受賞       |
| ダヴィッド・ディ・ドナテッロ賞 | 脚本賞                             | フランチェスコ・ブルーニ                                 | ノミネート |
| ダヴィッド・ディ・ドナテッロ賞 | 主演男優賞                         | ファブリッツィオ・ベンティヴォリオ                       | ノミネート |
| ダヴィッド・ディ・ドナテッロ賞 | 助演女優賞                         | バルボラ・ボブローヴァ                                   | ノミネート |
| ダヴィッド・ディ・ドナテッロ賞 | 主題歌賞                           | アミール・イッサ カエサル・プロダクションズ 「Scialla!」 | ノミネート |
| ダヴィッド・ディ・ドナテッロ賞 | ヤング賞                           |                                                          | 受賞       |
| ナストロ・ダルジェント賞       | 新人監督賞                         | フランチェスコ・ブルーニ                                 | 受賞       |
| ナストロ・ダルジェント賞       | 脚本賞                             | フランチェスコ・ブルーニ                                 | ノミネート |
| ナストロ・ダルジェント賞       | 主演男優賞                         | ファブリッツィオ・ベンティヴォリオ                       | ノミネート |
| ナストロ・ダルジェント賞       | 助演女優賞                         | バルボラ・ボブローヴァ                                   | ノミネート |
| ナストロ・ダルジェント賞       | 主題歌賞                           | アミール・イッサ カエサル・プロダクションズ 「Scialla!」 | ノミネート |